# Seefeld (Holstein)
Seefeld ist eine Gemeinde im Kreis Rendsburg-Eckernförde in Schleswig-Holstein. Rehheide liegt im Gemeindegebiet.

## Geografie und Verkehr
Seefeld liegt etwa 26 km südöstlich von Heide in einer ländlichen Umgebung. Nördlich der Gemeinde verläuft der Nord-Ostsee-Kanal, etwa 10 km südlich die Bundesstraße 430 von Neumünster in Richtung Meldorf und etwa 12 km südwestlich die Bundesautobahn 23 von Hamburg nach Heide.

## Politik

### Gemeindevertretung
Bei der Kommunalwahl am 14. Mai 2023 wurden insgesamt neun Sitze vergeben. Diese fielen erneut alle an die Aktiven Bürger Seefeld. Die Wahlbeteiligung betrug 57,2 %.

### Wappen
Blasonierung: „Von Blau und Grün durch einen schrägen silbernen Wellenbalken leicht gesenkt geteilt, oben ein oberhalbes silbernes Wagenrad, unten eine goldene Haferähre und ein goldenes Lindenblatt mit einem Samenstand.“